# Viktor Toyka
Viktor Toyka (* 23. Oktober 1946 in Hameln) ist ein deutscher Flottillenadmiral a. D. Zuletzt war er stellvertretender Kommandeur der Führungsakademie der Bundeswehr.

## Militärischer Werdegang
1966 trat er als Offizieranwärter der Crew IV/66 in die Bundesmarine ein. 1969 wurde er zum Leutnant zur See befördert. Von 1975 bis 1977 war er Kommandant von U 17. Danach absolvierte er den 21. Admiralstabslehrgang an der Führungsakademie der Bundeswehr (FüAkBw) in Hamburg. Von 1981 bis 1983 war der Kapitänleutnant Kommandant von U 21.
Danach war er Referent Innere Führung und operativer Grundsatz im Führungsstab der Marine (Fü M) in Bonn sowie Adjutant des Generalinspekteurs der Bundeswehr und 1984/85 als Korvettenkapitän Erster Offizier (IO) auf dem Zerstörer Bayern. Ab 1988 war er Kommandant des Zerstörers Hessen (1988/89) und Bayern (1989–1991). Von 1991 bis 1993 war er Referatsleiter Konzeption/Planung Marine im Bundesministerium der Verteidigung (BMVg) in Bonn. 1993 wurde er Kommandeur des 4. Fregattengeschwaders und des Deutsch-Französischen Marineverbandes (DEFRAM). 1995 folgte die Verwendung als Referatsleiter und stellvertretender Leiter im Führungszentrum der Bundeswehr (FüZBw) im BMVg in Bonn. Von 1997 bis 2000 leitete er als Kapitän zur See die Operationsabteilung im Flottenkommando (FlKdo) in Glücksburg-Meierwik. Von 2000 bis 2004 war er stellvertretender Amtschef und Leiter Fachabteilungen im Streitkräfteamt (SKA) in Bonn.
2004 wurde er schließlich stellvertretender Kommandeur der Führungsakademie der Bundeswehr und Direktor Lehrgänge. 2006 trat er als Flottillenadmiral (seit 2001) in den Ruhestand.

## Sonstiges
Toyka war von 2007 bis 2013 Geschäftsführer der Clausewitz-Gesellschaft. Überdies veröffentlichte er in Militärfachzeitschriften.
Er gehört dem Vorstand der Ahrtal-Residenz eG in Bad Neuenahr an.

## Auszeichnungen
- 1981: Ehrenmedaille General von Clausewitz[7]
- 2015: Ehrennadel der Clausewitz-Gesellschaft

## Schriften (Auswahl)
- mit Rüdiger Kracht: Clausewitz-Gesellschaft. Chronik 1961–2011. Hrsg. durch die Clausewitz-Gesellschaft, Hamburg 2011, ISBN 978-3-9810794-6-3.
- Dienst in Zeiten des Wandels. Erinnerungen aus 40 Jahren Dienst als Marineoffizier 1966–2006. Miles-Verlag, Berlin 2017, ISBN 978-3-945861-57-8.